# Kolarstwo na Letnich Igrzyskach Olimpijskich 1936
Kolarstwo na Letnich Igrzyskach Olimpijskich 1936 w Berlinie rozgrywane było w dniach 6 - 10 sierpnia. Długość wyścigu szosowego wynosiła 100 km. Na igrzyskach tych zmieniono jazdę indywidualną i drużynową na szosie na wyścig ze startu wspólnego. Najlepsze wyniki medalowe uzyskali kolarze francuscy: Robert Charpentier, który wywalczył 3 złota i Guy Lapébie - 2 złota i srebro. Konkurencje kolarstwa torowego rozegrano na specjalnie wybudowanym na igrzyska tymczasowym torze kolarskim, start i meta wyścigów szosowych zlokalizowane były na autostradzie AVUS.

## Medaliści
| Konkurencja                                         | Złoto                                                            | Srebro                                                      | Brąz                                                                      |
| kolarstwo szosowe                                   |                                                                  |                                                             |                                                                           |
| Wyścig indywidualny ze startu wspólnego (szczegóły) | Robert Charpentier                                               | Guy Lapébie                                                 | Ernst Nievergelt                                                          |
| Wyścig drużynowy ze startu wspólnego (szczegóły)    | Francja · Robert Charpentier · Guy Lapébie · Robert Dorgebray    | Szwajcaria · Ernst Nievergelt · Edgar Buchwalder · Kurt Ott | Belgia · Auguste Garrebeek · Armand Putzeys · Jean-François Van Der Motte |
| kolarstwo torowe                                    |                                                                  |                                                             |                                                                           |
| Sprint (szczegóły)                                  | Toni Merkens                                                     | Arie van Vliet                                              | Louis Chaillot                                                            |
| Tandemy (szczegóły)                                 | III Rzesza · Ernst Ihbe, Carl Lorenz                             | Holandia · Bernard Leene, Henk Ooms                         | Francja · Pierre Georget, Georges Maton                                   |
| Wyścig drużynowy na dochodzenie (szczegóły)         | Francja · R. Charpentier, J. Goujon, · G. Lapébie, R. Le Nizerhy | Włochy · R. Bianchi, M. Gentili, · A. Latini, S. Rigoni     | Wielka Brytania · H. Hill, E. Johnson, · C. King, E. Mills                |
| 1 km na czas (szczegóły)                            | Arie van Vliet                                                   | Pierre Georget                                              | Rudolf Karsch                                                             |

### Kolarstwo szosowe

#### Wyścig ze startu wspólnego - indywidualnie
| Miejsce | Państwo         | Zawodnik           | Czas        |
| ------- | --------------- | ------------------ | ----------- |
| 1.      | Francja         | Robert Charpentier | 2:33:05.0 h |
| 2.      | Francja         | Guy Lapébie        | 2:33:05.2 h |
| 3.      | Szwajcaria      | Ernst Nievergelt   | 2:33:05.8 h |
| 4.      | Francja         | Robert Dorgebray   | 2:33:06.0 h |
| 4.      | Wielka Brytania | Charles Holland    | 2:33:06.0 h |
| 4.      | III Rzesza      | Fritz Scheller     | 2:33:06.0 h |
| 7.      | Włochy          | Pierino Favalli    | 2:33:06.2 h |
| 8.      | Belgia          | Auguste Garrebeek  | 2:33:06.6 h |
| 8.      | Belgia          | Armand Putzeys     | 2:33:06.6 h |
| 8.      | Turcja          | Talat Tunçalp      | 2:33:06.6 h |

#### Wyścig ze startu wspólnego - drużynowo
| Miejsce | Państwo    | Zawodnik                                                     |
| ------- | ---------- | ------------------------------------------------------------ |
| 1.      | Francja    | Robert Charpentier Guy Lapébie Robert Dorgebray              |
| 2.      | Szwajcaria | Ernst Nievergelt Edgar Buchwalder Kurt Ott                   |
| 3.      | Belgia     | Auguste Garrebeek Armand Putzeys Jean-François Van Der Motte |
| 4.      | Włochy     | Pierino Favalli Glauco Servadei Corrado Ardizzoni            |
| 5.      | Austria    | Virgilius Altmann Hans Höfner Eugen Schnalek                 |

Rezultaty tej konkurencji ustalono na podstawie sumy czasów trzech najlepszych zawodników z danego kraju w wyścigu indywidualnym ze startu wspólnego. Sklasyfikowano tylko pięć ekip.

### Kolarstwo torowe

#### Sprint
| Miejsce | Państwo    | Zawodnik       | Czas   |
| ------- | ---------- | -------------- | ------ |
| 1.      | III Rzesza | Toni Merkens   | 11,8 s |
| 2.      | Holandia   | Arie van Vliet | 11,8 s |
| 3.      | Francja    | Louis Chaillot | 12,0 s |
| 4.      | Włochy     | Benedetto Pola |        |
| 5.      | Belgia     | Henri Collard  |        |
| 5.      | Australia  | Dunc Gray      |        |
| 5.      | Dania      | Karl Magnussen |        |
| 5.      | Szwajcaria | Werner Wägelin |        |

#### Tandemy
| Miejsce | Państwo           | Zawodnik                     |
| ------- | ----------------- | ---------------------------- |
| 1.      | III Rzesza        | Ernst Ihbe Carl Lorenz       |
| 2.      | Holandia          | Bernard Leene Henk Ooms      |
| 3.      | Francja           | Pierre Georget Georges Maton |
| 4.      | Włochy            | Carlo Legutti Bruno Loatti   |
| 5.      | Belgia            | Frans Cools Roger Pirotte    |
| 5.      | Dania             | Heino Dissing Bjørn Stiler   |
| 5.      | Wielka Brytania   | Ernest Chambers Jack Sibbit  |
| 5.      | Stany Zjednoczone | William Logan Al Sellinger   |

#### Drużynowo na dochodzenie
| Miejsce | Państwo         | Zawodnik                                                        |
| ------- | --------------- | --------------------------------------------------------------- |
| 1.      | Francja         | Robert Charpentier Guy Lapébie Roger Le Nizerhy Jean Goujon     |
| 2.      | Włochy          | Bianco Bianchi Mario Gentili Armando Latini Severino Rigoni     |
| 3.      | Wielka Brytania | Harry Hill Ernest Johnson Charles King Ernie Mills              |
| 4.      | III Rzesza      | Erich Arndt Heinz Hasselberg Heiner Hoffmann Karl Klöckner      |
| 5.      | Belgia          | Jean Alexandre Frans Cools Auguste Garrebeek Armand Putzeys     |
| 6.      | Szwajcaria      | Walter Richli Ernst Fuhrimann Albert Kägi Werner Wägelin        |
| 7.      | Węgry           | István Liszkay Miklós Németh László Orczán Ferenc Pelvássy      |
| 8.      | Dania           | Karl Magnussen Erik Friis Helge Jacobsen Hans Christian Nielsen |

#### 1 km na czas
| Miejsce | Państwo         | Zawodnik       | Czas     |
| ------- | --------------- | -------------- | -------- |
| 1.      | Holandia        | Arie van Vliet | 1:12.0 h |
| 2.      | Francja         | Pierre Georget | 1:12.8 h |
| 3.      | III Rzesza      | Rudolf Karsch  | 1:13.2 h |
| 4.      | Włochy          | Benedetto Pola | 1:13.6 h |
| 5.      | Węgry           | László Orczán  | 1:14.0 h |
| 5.      | Dania           | Arne Pedersen  | 1:14.0 h |
| 7.      | Wielka Brytania | Ray Hicks      | 1:14.8 h |
| 8.      | Szwajcaria      | Edy Baumann    | 1:15.0 h |
| 9.      | Nowa Zelandia   | George Giles   | 1:15.0 h |

## Kraje uczestniczące
W zawodach wzięło udział 175 kolarzy z 30 krajów:
| - Australia - Austria - Belgia - Brazylia - Bułgaria - Chile - Chiny - Czechosłowacja - Dania - Finlandia - Francja - Holandia - Jugosławia - Kanada - Liechtenstein | - Luksemburg - Łotwa - Niemcy - Norwegia - Nowa Zelandia - Peru - Polska - Stany Zjednoczone - Szwajcaria - Szwecja - Turcja - Wielka Brytania - Węgry - Włochy - Południowa Afryka |

## Klasyfikacja medalowa
| #  | Reprezentacja   | Złoto | Srebro | Brąz | Razem |
| -- | --------------- | ----- | ------ | ---- | ----- |
| 1. | Francja         | 3     | 2      | 2    | 7     |
| 2. | III Rzesza      | 2     | 0      | 1    | 3     |
| 3. | Holandia        | 1     | 2      | 0    | 3     |
| 4. | Australia       | 0     | 1      | 1    | 2     |
| 5. | Włochy          | 0     | 1      | 0    | 1     |
| 6. | Belgia          | 0     | 0      | 1    | 1     |
|    | Wielka Brytania | 0     | 0      | 1    | 1     |